# Estação Aghios Dimitrios
Aghios Dimitrios, também conhecida como Alexandros Panagoulis, é uma das estações terminais da Linha 2 do metro de Atenas.